# Ine Hoem
Ine Kristine Hoem (Oslo, 19 december 1985) is een Noorse jazzzangeres en de dochter van de schrijver Edvard Hoem. Ze is bekend als de zangeres van de band PELbO.

## Loopbaan
Hoem studeerde jazz aan de Norwegian University of Science and Technology, en kreeg haar diploma in 2009.
Met de band PELbO maakte ze de albums PELbO (2010) en Days Of Trancendence (2011). De plaat PELbO werd  in 2010 genomineerd voor een Spellemannprisen (open klasse). Ze heeft samengewerkt met bassist Jo Skaansar op het album Den Blåaste Natt.

## Discografie

### Solo-albums
- 2015: Angerville (Propeller Recordings)[6]

### Samenwerkingen
met Jo Skaansar
- 2010: Den Blåaste Natt (ta:lik)

Met PELbO
- 2010: PELbO (Riot Factory)
- 2011: Days Of Trancendence (Riot Factory)[7]